# Kora Jahanabad
Kora Jahanabad is een nagar panchayat (plaats) in het district Fatehpur van de Indiase staat Uttar Pradesh. 

## Demografie
Volgens de Indiase volkstelling van 2001 wonen er 24.050 mensen in Kora Jahanabad, waarvan 53% mannelijk en 47% vrouwelijk is. De plaats heeft een alfabetiseringsgraad van 58%. 